# رشته کوه ارتس

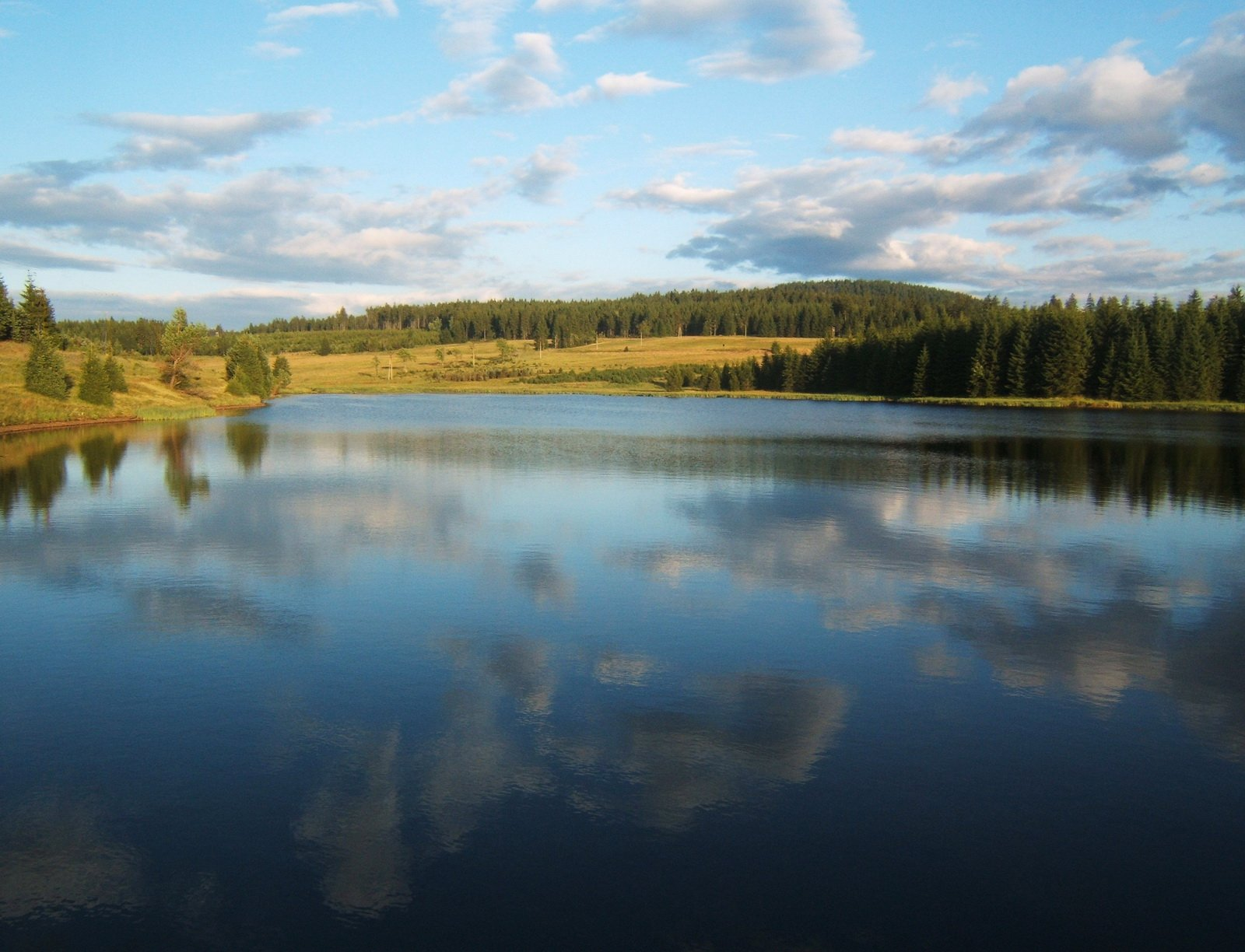
دریاچه‌ای در بخش جمهوری چک این رشته‌کوه

کوه‌های ارتس (به آلمانی: Erzgebirge)، کوهستانی در شرق آلمان و در ایالت زاکسن قرار دارد. بلندترین قلهٔ این رشته‌کوه، کوه سنت موریتز است. شهر اوبروایزنتال، مرتفع‌ترین شهر آلمان با ۹۰۰ متر، در این رشته‌کوه قرار گرفته‌است. میزانی از این رشته‌کوه در جمهوری چک پیشروی می‌کند.

## گردشگری
بیشتر گردشگران آن در این منطقه برای اسکی می‌آیند. پیست اسکی که در اوبروایزنتال از قرن ۱۹ام ایجاد شده‌است یکی از معروف‌ترین‌ها در آلمان است. این پیست حتی در زمان جدایی دو آلمان توسط گردشگران مورد بازدید قرار می‌گرفت. تعداد زیادی از مدال‌آوران اسکی برای آلمان از این منطقه برخاسته‌اند.

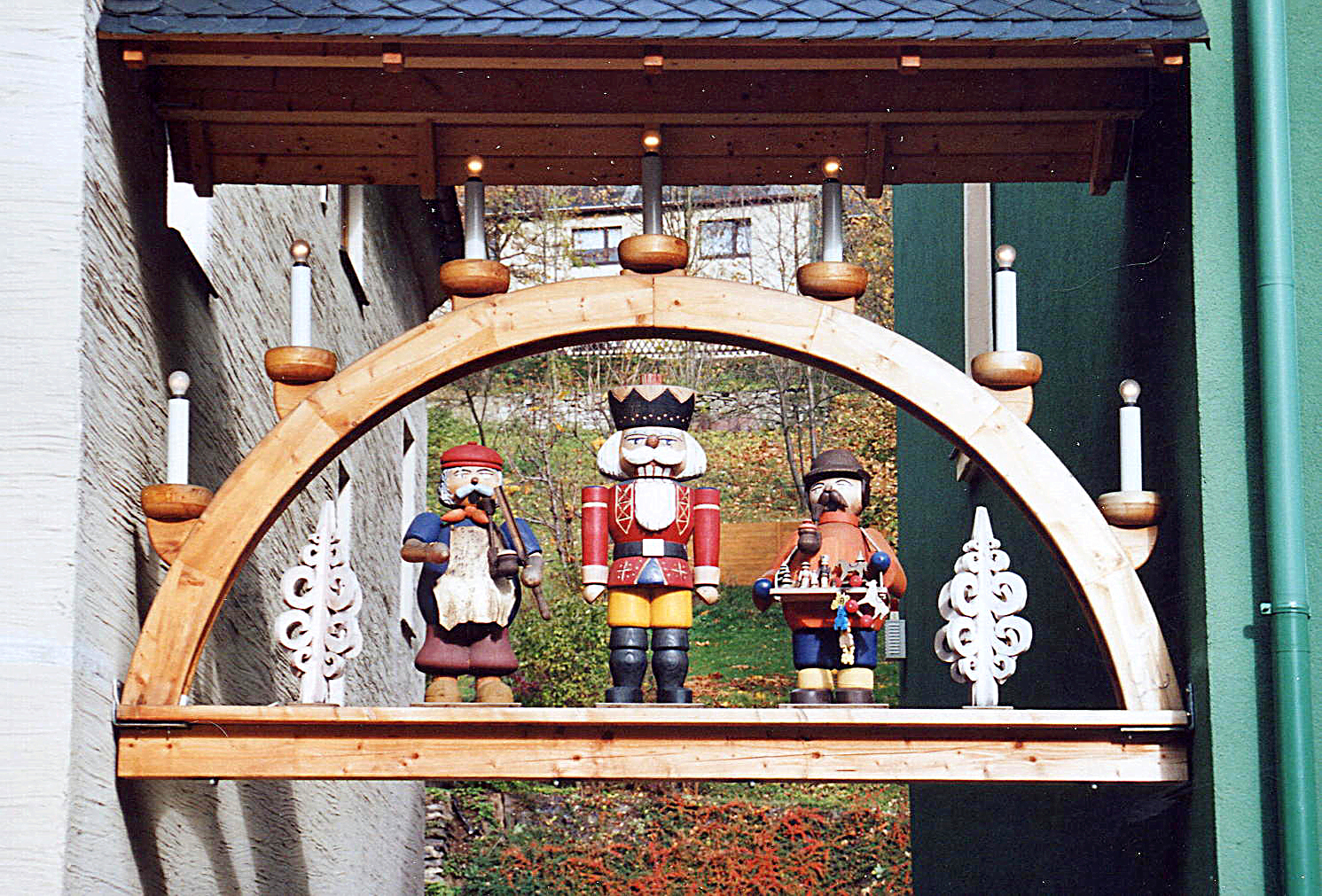
عروسک‌های چوبی کریسمس

## صنایع
این منطقه به خاطر هدیه‌های کریسمس بسیار معروف است. در این جا با استفاده از چوب درختان موجود و تراش دادن آن‌ها عروسک‌های چوبی ساخته می‌شوند. بیشتر این عروسک‌ها به خارج از آلمان صادر می‌شوند. این سنت از قرن هفتم میلادی در این منطقه جاری است.

## نگارخانه

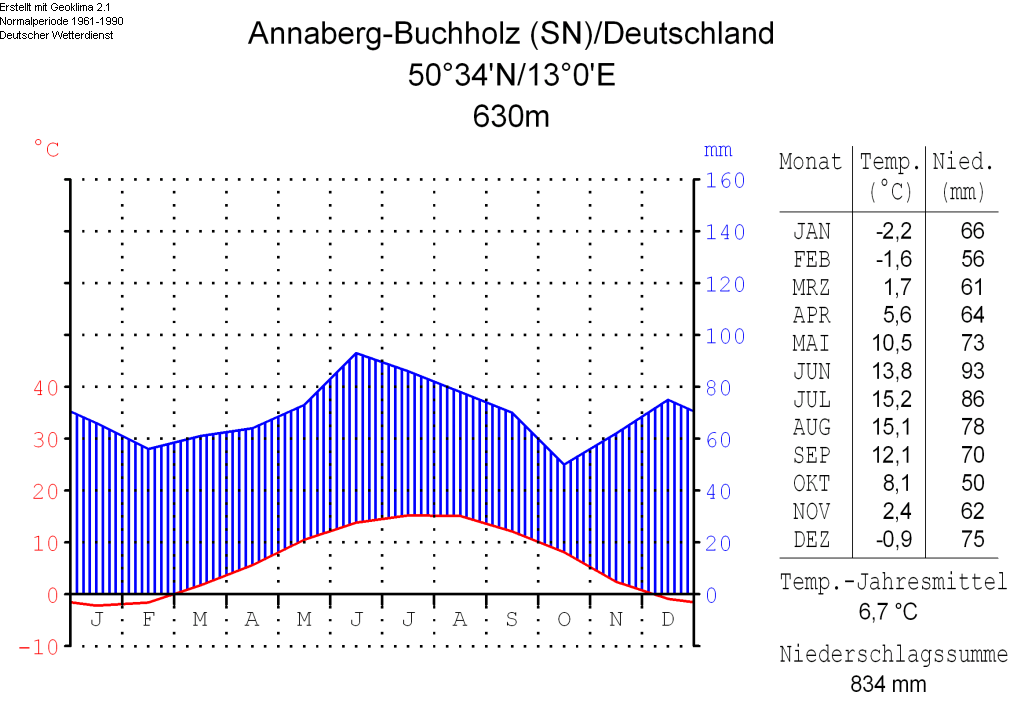
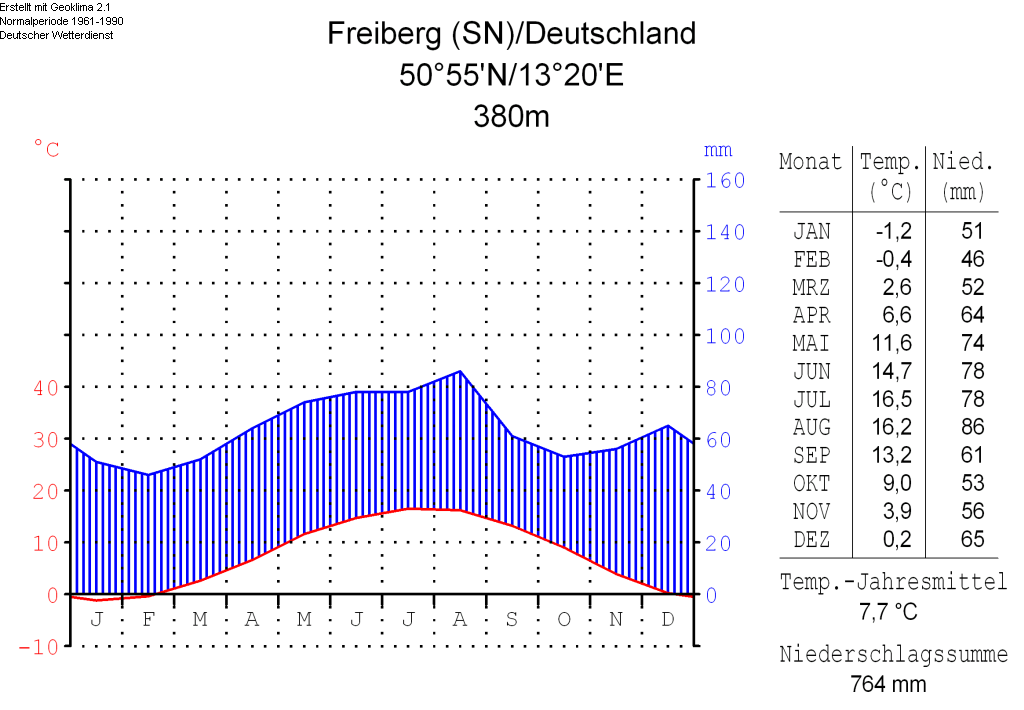
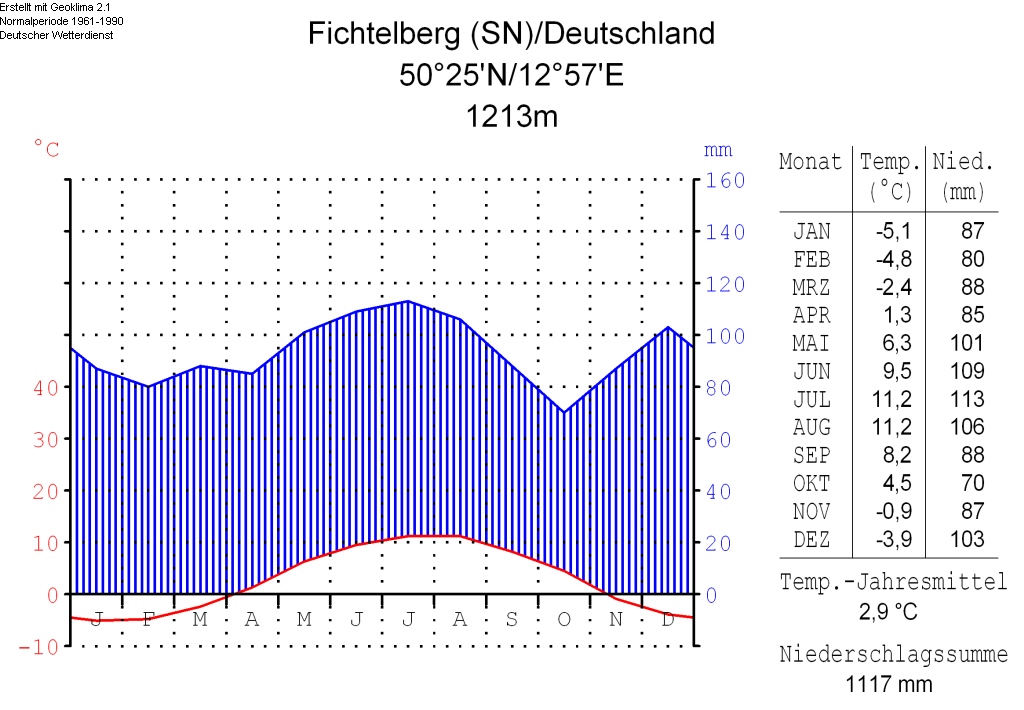
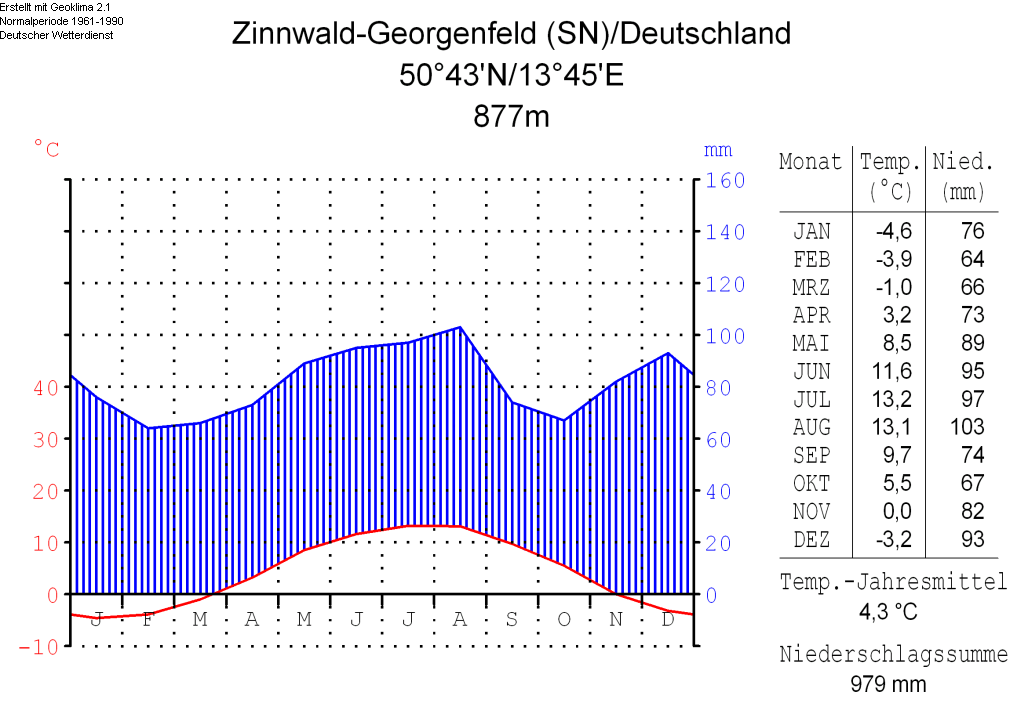